# 안재욱 (농구 선수)
안재욱(1987년 9월 3일 ~ )은 전 대한민국의 농구선수이다.포지션은 가드이며.주특기는 3점슛이다.
2009-2010 프로농구 신인드래프트에서 1라운드 8순위로 원주 동부 프로미에 지명되었다.
2015년 9월 8일, 불법 스포츠 토토 혐의로 무기한 출전 정지 처분을 받았다.
2015년 10월 29일, 불법 스포츠 토토 혐의로 KBL에서 영구 제명되었다.

## 출신 학교
- 인천송림초등학교
- 송도중학교
- 송도고등학교